# Kje je moj dom
Kje je moj dom? (Kde domov můj?) je državna himna Češke. Avtor besedila je dramatik Jozef Kajetán Tyl, ki je pesem napisal za igro Fidlovačka aneb žádný hněv a žádná rvačka (slovensko Fidlovačka ali nobene jeze in prepira), prvič uprizorjeno 21. decembra 1834 v Pragi. Pesem, ki je hitro ponarodela,
je uglasbil František Škroup. V času Češkoslovaške je bila državna himna skupne države sestavljena iz prve kitice Kde domov můj, ki ji je brez premora sledila prva kitica Nad Tatrou sa blýska, danes državna himna Slovaške. Med letoma 1918 in 1938 je zaradi takrat številne nemške manjšine v Sudetih uradno imela tudi različico v nemščini. Leta 1990 je postala himna Češke republike v okviru ČSFR, od njenega razpada leta 1993 pa je Kde domov můj državna himna neodvisne Češke.

## Besedilo
Za državno himno velja le prva kitica, ki je izpisana odebeljeno. Izvirniku v češčini sledita dobesedni prevod v slovenščino in uradna različica v nemščini med letoma 1918 in 1938 (samo prva kitica)
| Kde domov můj? Kde domov můj, kde domov můj? Voda hučí po lučinách, bory šumí po skalinách, v sadě skví se jara květ, zemský ráj to na pohled! A to je ta krásná země, země česká, domov můj, země česká, domov můj! Kde domov můj, kde domov můj? V kraji znáš-li Bohu milém, duše útlé v těle čilém, mysl jasnou, vznik a zdar, a tu sílu vzdoru zmar? To je Čechů slavné plémě, mezi Čechy domov můj, mezi Čechy domov můj! |  | Kje je moj dom? Kje je moj dom, kje je moj dom? Voda žubori čez travnike, bori šumijo po skalah, v vrtu se lesketajo pomladni cvetovi, pravi raj na Zemlji za pogled! In to je ta prelepa dežela, češka dežela, to je moj dom, češka dežela, to je moj dom! Kje je moj dom, kje je moj dom? Mili Bog, veš, v katerem kraju je nežna duša v čilem telesu, jasna misel, rojstvo in sreča, in kljub uničenju, ta moč? To je slavno ljudstvo Čehov, med Čehi je moj dom, med Čehi je moj dom! |  | Wo ist mein Heim? Wo ist mein Heim, mein Vaterland? Wo durch Wiesen Bäche brausen, Wo auf Felsen Wälder sausen, Wo ein Eden uns entzückt, Wenn der Lenz die Fluren schmückt: Dieses Land, so schön vor allen, Tschechien ist mein Heimatland. |